# Jean-Ernest de Saxe-Cobourg
Jean-Ernest de Saxe-Cobourg (né le 10 mai 1521 à Cobourg ; mort le 8 février 1553 à Cobourg), prince 
de la Branche ernestine de la maison de Wettin qui fut Landgrave de Thuringe et de 1541 à sa mort duc de Saxe-Cobourg.

## Biographie
Johann Ernest nait à Cobourg. Il est le fils ainé survivant du  Prince-Électeur Jean Ier de Saxe et de sa seconde épouse Marguerite d'Anhalt-Köthen, fille du prince Valdemar VI d'Anhalt-Köthen. Jean-Ernest est éduqué par le théologien et réformateur Georg Spalatin.
Après la mort de leur père, son demi-frère Jean-Frédéric Ier de Saxe, qui est son tuteur jusqu'en 1528, prend le titre d'Électeur de Saxe et Jean-Ernest règne conjointement avec lui sur le domaine électoral. En 1541 Jean-Frédéric Ier décide de régner seul et lui constitue un domaine distinct.
Il cède à Jean-Ernest les possessions franconiennes de la maison de Wettin et Cobourg, Königsberg, Neustadt, Sonneberg, Neuhaus-Schierschnitz Hildburghausen, Veilsdorf, Schalkau et Ummerstadt. Jean-Ernest de Cobourg, reçoit en outre, une pension de son frère. En 1542, Jean-Ernest entreprend la construction du château d'Ehrenbourg qui restera la résidence des ducs de Cobourg jusqu'en 1918. Le 12 février de la même année, il épouse à Torgau Catherine († 1581), fille du duc Philippe Ier de Brunswick-Grubenhagen. Le mariage reste stérile. C'est sous le règne de Jean-Ernest que débute à Steinheid l'exploitation aurifère.
En 1547 Jean-Ernest n'est pas affecté par la défaite de la Ligue de Smalkalde par Charles Quint lors de la Bataille de Mühlberg, la déposition de l'électorat de son frère, en faveur de la branche albertine, et l'emprisonnement de  Jean-Frédéric Ier par l'empereur. Jean-Ernest continue de régner seul pleinement  sur Cobourg, même s'il doit céder Königsberg à l'empereur. Après sa mort sans héritier Cobourg est attribué à  Jean-Frédéric Ier († 1554) libéré depuis quelques mois des prisons impériales puis à partir de 1554 conjointement à ses trois fils qui gouvernent quelque temps comme corégents le reste des domaines de la branche Ernestine.